# Flujo de energía

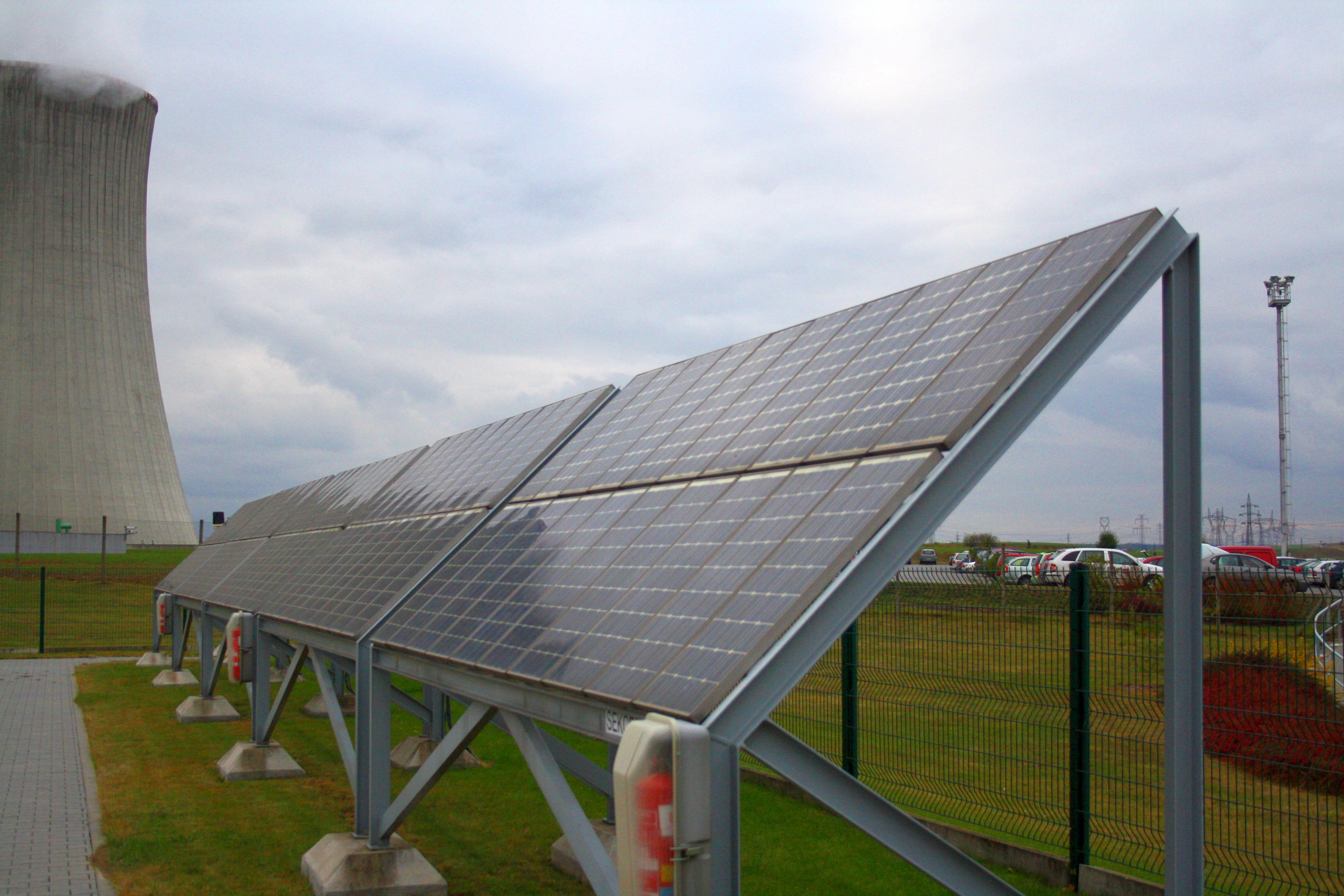
Placas fotoeléctricas: ejemplo de aprovechamiento del flujo de energía procedente del sol

El flujo de energía es la tasa de transferencia desde una fuente energética a través de una superficie. La cantidad se define de dos maneras diferentes, según el contexto:
1. Tasa total de transferencia de energía (no por unidad de área);[1] Unidades SI: W = J⋅s−1.
2. Tasa específica de transferencia de energía (total normalizado por unidad de área),[2] cuyas unidades en el Sistema Internacional son: W⋅m−2 = J⋅m−2⋅s−1:
  - Esta es una cantidad vectorial, cuyos componentes se determinan en términos de la dirección normal (perpendicular) a la superficie de medición.
  - A veces se denomina densidad de flujo, para distinguirla de la primera definición.
  - El flujo radiante, el flujo de calor y la potencia acústica son casos específicos de este significado.